# Deutsche Skilanglauf-Meisterschaften 2014
Die Deutschen Skilanglauf-Meisterschaften 2014 fanden in Sulzberg und in Rohrmoos statt. Sprint, Massenstart klassisch und Einzelrennen wurden vom 28. Februar bis 2. März 2014 in Sulzberg ausgetragen, Teamsprint und Freistileinzelrennen am 22. und 23. März 2014 in Rohrmoos.

## Ergebnisse Herren

### Sprint Freistil
| Platz | Name            | Verein                        |
| ----- | --------------- | ----------------------------- |
| 1     | Markus Weeger   | SCMK Hirschau                 |
| 2     | Mathias Inniger | Schweiz                       |
| 3     | Andreas Katz    | SV Baiersbronn                |
| 4     | Lennart Metz    | WSC Erzgebirge Oberwiesenthal |
| 5     | Tobias Trenkle  | SC Oberstaufen                |
| 6     | Valentin Mättig | WSC Erzgebirge Oberwiesenthal |
| 7     | Marco Milde     | SCMK Hirschau                 |
| 8     | Martin Weisheit | SCM Zella-Mehlis              |

Datum: 28. Februar in Sulzberg

### 10 km klassisch
Der zweite Wettbewerb der Männer endete mit einem Sieg von Andreas Katz. Von 16 gestarteten Läufern kamen 14 ins Ziel.
| Platz | Name             | Verein                        | Zeit        |
| ----- | ---------------- | ----------------------------- | ----------- |
| 1     | Andreas Katz     | SV Baiersbronn                | 27:01,5 min |
| 2     | Lucas Bögl       | SC Gaißach                    | 27:03,3 min |
| 3     | Markus Weeger    | SCMK Hirschau                 | 27:05,6 min |
| 4     | Thomas Wick      | SCM Zella-Mehlis              | 27:07,0 min |
| 5     | Valentin Mättig  | WSC Erzgebirge Oberwiesenthal | 27:30,6 min |
| 6     | Martin Weisheit  | SCM Zella-Mehlis              | 27:49,0 min |
| 7     | Daniel Herzog    | Spvgg Oberkreuzberg           | 28:42,8 min |
| 8     | Robin Frost      | SC Hochvogel München          | 29:03,6 min |
| 9     | Johannes Pfab    | SCMK Hirschau                 | 29:26,0 min |
| 10    | Benno Kuhbandner | SV Kappel                     | 30:01,0 min |

Datum: 1. März in Sulzberg

### 15 km klassisch Massenstart
Im zehnköpfigen Teilnehmerfeld gewann wie am Vortag Andreas Katz.
| Platz | Name            | Verein                        | Zeit        |
| ----- | --------------- | ----------------------------- | ----------- |
| 1     | Andreas Katz    | SV Baiersbronn                | 44:31,9 min |
| 2     | Markus Weeger   | SCMK Hirschau                 | 44:39,9 min |
| 3     | Lucas Bögl      | SC Gaißach                    | 44:42,1 min |
| 4     | Martin Weisheit | SCM Zella-Mehlis              | 44:42,5 min |
| 5     | Valentin Mättig | WSC Erzgebirge Oberwiesenthal | 45:20,3 min |
| 6     | Thomas Wick     | SCM Zella-Mehlis              | 46:57,3 min |
| 7     | Robin Frost     | SC Hochvogel München          | 48:23,1 min |
| 8     | Johannes Pfab   | SCMK Hirschau                 | 49:07,8 min |

Datum: 2. März in Sulzberg

### 30 km Freistil
| Platz | Name                 | Verein                        | Zeit        |
| ----- | -------------------- | ----------------------------- | ----------- |
| 1     | Thomas Bing          | Rhöner WSV                    | 1:22:16,1 h |
| 2     | Andreas Katz         | SV Baiersbronn                | 1:22:19,1 h |
| 3     | Andy Kühne           | WSC Erzgebirge Oberwiesenthal | 1:22:21,8 h |
| 4     | Philipp Marschall    | Rhöner WSV                    | 1:22:22,5 h |
| 5     | Florian Notz         | SZ Römerstein                 | 1:22:25,3 h |
| 6     | Daniel Heun          | SKG Gersfeld                  | 1:23:09,5 h |
| 7     | Tom Reichelt         | WSC Erzgebirge Oberwiesenthal | 1:23:29,6 h |
| 8     | Jonas Dobler         | SC Traunstein                 | 1:23:34,7 h |
| 9     | Tim Tscharnke        | SV Biberau                    | 1:23:55,7 h |
| 10    | Sebastian Eisenlauer | SC Sonthofen                  | 1:24:40,2 h |

Datum: 22. März in Rohrmoos

### Teamsprint Freistil
| Platz | Name                             | Verein                            | Zeit        |
| ----- | -------------------------------- | --------------------------------- | ----------- |
| 1     | Sebastian Eisenlauer Josef Wenzl | SC Sonthofen SC Zwiesel           | 30:08,8 min |
| 2     | Markus Weeger Alexander Wolz     | SCMK Hirschau TSV Buchenberg      | 30:09,3 min |
| 3     | Tim Tscharnke Thomas Bing        | SV Biberau Rhöner WSV             | 30:09,4 min |
| 4     | Florian Notz Andreas Katz        | SZ Römerstein SV Baiersbronn      | 30:17,3 min |
| 5     | Daniel Herzog Jonas Dobler       | Spvgg Oberkreuzberg SC Traunstein | 30:18,8 min |
| 6     | Valentin Mättig Andy Kühne       | WSC Erzgebirge Oberwiesenthal     | 30:24,0 min |
| 7     | Thomas Wick Philipp Marschall    | SCM Zella-Mehlis Rhöner WSV       | 30:26,3 min |

Datum: 23. März in Rohrmoos

## Ergebnisse Frauen

### Sprint Freistil
| Platz | Name              | Verein                        |
| ----- | ----------------- | ----------------------------- |
| 1     | Laura Gimmler     | SC Oberstdorf                 |
| 2     | Elisabeth Schicho | SC Schliersee                 |
| 3     | Sofie Krehl       | SC Oberstdorf                 |
| 4     | Kathrin Schratt   | TSV Buchenberg                |
| 5     | Julia Belger      | WSC Erzgebirge Oberwiesenthal |
| 6     | Monique Siegel    | WSC Erzgebirge Oberwiesenthal |
| 7     | Anne Winkler      | SSV Sayda                     |
| 8     | Sarah Schaber     | TSV Buchenberg                |

Datum: 28. Februar in Sulzberg

### 5 km klassisch
Der zweite Wettbewerb der Frauen endete mit einem Sieg von Monique Siegel. Er traten 13 Athleten an.

| Platz | Name              | Verein                        | Zeit        |
| ----- | ----------------- | ----------------------------- | ----------- |
| 1     | Monique Siegel    | WSC Erzgebirge Oberwiesenthal | 15:07,3 min |
| 2     | Eva Wolf          | SV Agenbach                   | 15:11,2 min |
| 3     | Elisabeth Schicho | SC Schliersee                 | 15:42,1 min |
| 4     | Laura Gimmler     | SC Oberstdorf                 | 15:52,7 min |
| 5     | Jessica Gnüchtel  | Bockauer SV                   | 16:04,3 min |
| 6     | Theresa Eichhorn  | SV Biberau                    | 16:25,1 min |
| 7     | Sarah Wagner      | SCM Zella-Mehlis              | 16:25,3 min |
| 8     | Kathrin Schratt   | TSV Buchenberg                | 16:28,7 min |
| 9     | Carolin Hennecke  | SC Willingen                  | 16:39,0 min |
| 10    | Alexandra Svoboda | SC Ruhpolding                 | 17:13,1 min |

Datum: 1. März in Sulzberg

### 10 km klassisch Massenstart
Wie am Vortag gewann die Oberwiesenthalerin Monique Siegel im neunköpfigen Starterfeld.
| Platz | Name              | Verein                        | Zeit        |
| ----- | ----------------- | ----------------------------- | ----------- |
| 1     | Monique Siegel    | WSC Erzgebirge Oberwiesenthal | 32:38,2 min |
| 2     | Eva Wolf          | SV Agenbach                   | 33:12,8 min |
| 3     | Theresa Eichhorn  | SV Biberau                    | 34:35,3 min |
| 4     | Jessica Gnüchtel  | Bockauer SV                   | 35:07,0 min |
| 5     | Kathrin Schratt   | TSV Buchenberg                | 36:27,7 min |
| 6     | Carolin Hennecke  | SC Willingen                  | 36:34,2 min |
| 7     | Alexandra Svoboda | SC Ruhpolding                 | 37:50,5 min |

Datum: 2. März in Sulzberg

### 15 km Freistil
| Platz | Name             | Verein                        | Zeit        |
| ----- | ---------------- | ----------------------------- | ----------- |
| 1     | Stefanie Böhler  | SC Ibach                      | 38:24,7 min |
| 2     | Laura Gimmler    | SC Oberstdorf                 | 38:27,6 min |
| 3     | Denise Herrmann  | WSC Erzgebirge Oberwiesenthal | 38:32,3 min |
| 4     | Katrin Zeller    | SC Oberstdorf                 | 38:40,8 min |
| 5     | Nicole Fessel    | SC Oberstdorf                 | 38:42,1 min |
| 6     | Monique Siegel   | WSC Erzgebirge Oberwiesenthal | 40:17,7 min |
| 7     | Sandra Ringwald  | ST Schonach-Rohrhardsberg     | 40:56,0 min |
| 8     | Carolin Hennecke | SC Willingen                  | 42:04,4 min |
| 9     | Theresa Eichhorn | SV Biberau                    | 42:46,1 min |
| 10    | Hanna Kolb       | TSV Buchenberg                | 43:47,9 min |

Datum: 22. März in Rohrmoos

### Teamsprint Freistil
| Platz | Name                                   | Verein                                    | Zeit        |
| ----- | -------------------------------------- | ----------------------------------------- | ----------- |
| 1     | Sandra Ringwald Stefanie Böhler        | ST Schonach-Rohrhardsberg SC Ibach        | 25:34,0 min |
| 2     | Lucia Anger Katrin Zeller              | SC Oberstdorf                             | 25:34,1 min |
| 3     | Nicole Fessel Hanna Kolb               | SC Oberstdorf TSV Buchenberg              | 25:34,8 min |
| 4     | Nadine Herrmann Denise Herrmann        | Bockauer SV WSC Erzgebirge Oberwiesenthal | 25:48,8 min |
| 5     | Kathrin Schratt Laura Gimmler          | TSV Buchenberg SC Oberstdorf              | 27:04,1 min |
| 6     | Theresa Eichhorn Nell Vosshage         | SV Biberau WSV Schmiedefeld               | 27:51,2 min |
| 7     | Jessica Gnüchtel Ruth Heidrich-Meisner | Bockauer SV SK Dresden-Niedersedlitz      | 29:09,2 min |

Datum: 23. März in Rohrmoos